# Sojuz MS-03
Sojuz MS-03 (ryska: Союз МС-03) var en flygning i det ryska rymdprogrammet. Farkosten sköts upp med en Sojuz-FG-raket, från Kosmodromen i Bajkonur, den 17 november 2016. Flygningen transporterade Oleg Novitskij, Thomas Pesquet och Peggy Whitson som var medlemmar i Expedition 50 och 51 till Internationella rymdstationen.
Peggy Whitson överfördes till Expedition 52 och landade därmed inte med Sojuz MS-03.
Farkosten lämnade rymdstationen den 2 juni 2017. Några timmar senare återinträdde den i jordens atmosfär och landade i Kazakstan.
I och med att farkosten lämnade rymdstationen så var Expedition 51 avslutad.

## Besättning
|                | Uppskjutning                                                       | Landning                                                    |
| -------------- | ------------------------------------------------------------------ | ----------------------------------------------------------- |
| Befälhavare    | Oleg Novitskij, RSA Hans andra rymdfärd Expedition 50 / 51         | Oleg Novitskij, RSA Hans andra rymdfärd Expedition 50 / 51  |
| Flygingenjör 1 | Thomas Pesquet, ESA Hans första rymdfärd Expedition 50 / 51        | Thomas Pesquet, ESA Hans första rymdfärd Expedition 50 / 51 |
| Flygingenjör 2 | Peggy Whitson, NASA Hennes tredje rymdfärd Expedition 50 / 51 / 52 | plats tom                                                   |

## Reservbesättning
| Befälhavare    | Fjodor Jurtjichin, RSA |
| Flygingenjör 1 | Paolo Nespoli, ESA     |
| Flygingenjör 2 | Jack D. Fischer, NASA  |